# Centar za restauriranje i istraživanja francuskih muzeja
Centar za istraživanja i restauriranje francuskih muzeja (C2RMF Centre de recherche et de restauration des musées de France ) nacionalna je istraživačka ustanova u Francuskoj ,zadužena za dokumentiranje,konzerviranje restauriranje i istraživanja kulturne baštine koja se čuva u više od 1,200 francuskih muzeja.Aktivnosti centra nisu samo orijentirane na nacionalnu francusku baštinu već centar djeluje i na međunarodnoj razini.
Centar je utemeljen administrativnom odlukom 1998.,  donesenom od Catherine Trautmann,ondašnjom ministricom kulture i komunikacija . Odlučeno je da se spoje 2 nacionalne institucije - Laboratoire de recherche des musées de France i Service de restauration des musées de France .
Godine 2005 Christiane Naffah je od strane nadležnog ministra postavljena za ravnateljicu centra .Ona je radila kao kustos u Francuskom nacionalnom muzeju od 1977, a prije toga radila je u Louvreu,te Musée du Quai Branly.Bila je i ravnateljica Instituta za arapski svijet.
Trenutačno je ravnateljica centra Marie Lavandier.
U centru je od 1930tih, analitički obrađeno i restaurirano više od 174,000 slika,te 34 000 objekata,normalno u ove su aktivnosti tada bili uključeni prije spomenuti prethodnici centra.
Ključne aktivnosti centra C2RMF fokusirane su na proučavanje umjetničkih djela, kako na nacionalnoj tako i na međunarodnoj razini.Prije bilo kakove akvizicije za neki muzej obavezno se predmeti prvo detaljno istraže znanstvenim metodama.Centar također radi na naputcima za preventivnu zaštitu koji se pak provode u svim francuskim muzejima.
Oprema koju centar posjeduje na svjetskoj je razini, a neki od uređaja koji se koriste jedinstveni su ,poput akceleratora AGLAE. Istraživanja koja se provode usmjerena su na fizičku i kemijsku karakterizaciju materijala,starenje materijala,održavanje baze podataka,analize slika,te digitalizacija i 3D modeliranje.
C2RMF je svakako jedan od u svijetu vodećih i najiskusnijih po pitanju znanstvene analize umjetničkih djela.Po pitanju spoznaja o najrecentnijim tehnikama ispitivanja poput 3D snimanja najrazličitijih predmeta centar je također vodeći u svijetu.Najnovija su istraživanja usmjerena na multispektralno snimanje slika, ontologiju i semantičke mreže,kao i 3D modeliranje slika i objekata. Nadalje, centar je postigao i značajne rezultate s Open Source database management sustavom koji daje multilingvalni pristup (17 jezika) specijaliziranim vokabularima za muzejski sektor,te semantičko sučelje za pretragu rezultata.

## Vanjske poveznice
- Centre de recherche et de restauration des musées de France
- C2RMF,  C2RMF odjel za digitalno snimanje   Arhivirana inačica izvorne stranice od 13. studenoga 2020. (Wayback Machine)